# Shadow Warriors (jeu vidéo d'arcade)
Pour les articles homonymes, voir Shadow Warriors.
Shadow Warriors, plus connu sous le nom Ninja Gaiden (忍者龍剣伝, Ninja Ryūkenden, litt. "Legend of the Ninja Dragon Sword") au Japon, est un jeu vidéo de type beat them all développé et édité par Tecmo en 1988 sur borne d'arcade. Le jeu a été adapté sur micro-ordinateurs et Lynx.

## Système de jeu
Le joueur incarne un ninja, Ryu Hayabusa, à travers son périple aux États-Unis afin de retrouver le meurtrier de son père. Le jeu présente les caractéristiques propres au jeu de combat à progression : des niveaux à scrolling horizontal, des vagues d'ennemis ininterrompues, des environnements 2D présentant une légère profondeur, des boss de fin de niveau et un mode deux joueurs (c'est le seul épisode de la série à proposer un tel mode).
L'une des particularités de Shadow Warriors tient à la variété des mouvements à disposition du héros, qui lui permettent de se déplacer avec aisance (et style) dans le décor : entre autres, un saut périlleux vers l'avant ou l'arrière, un saut latéral qui permet également d'atteindre les plates-formes supérieures ou encore le « Phoenix Backflip » (saut arrière retourné en prenant appui sur un mur). Compte tenu du nombre parfois élevé d'ennemis présents en simultané, la possibilité de se déplacer rapidement autour et au-dessus des ennemis est particulièrement utile. Les mouvements d'attaque se composent d'un enchaînement rapide de coups pied/poing, d'une projection “sautée” (« Flying Neck Throw ») et d'un coup spécial “tourbillon”. Le personnage peut également se suspendre à des éléments du décor pour donner des coups de pied joints vers l'avant ou l'arrière.
Shadow Warriors comprend 6 niveaux de jeu (New-York, Las Vegas, etc), chacun présentant de petites singularités : séance de voltiges sur des tuyaux d'évacuation, déplacement au milieu de la chaussée (il faut alors éviter les automobiles), passage sur une voie ferrée aérienne, etc. Le panel d'ennemis est assez caractéristiques du genre sans être très varié (loubards, motards, catcheurs géants, sumotoris). Les décors présentent de nombreux éléments destructibles (étalages, cabines téléphoniques, panneaux publicitaires, poubelles); ils dissimulent des potions de vie ou des power ups, dont un sabre; c'est la seule arme utilisable par le personnage (pendant un temps limité).
À l'instar d'autres épisodes de la série, la difficulté de jeu est réputée élevée. L'écran de continue est resté célèbre pour mettre en scène la mise à mort particulièrement sadique du héros : le corps enchaîné, une scie circulaire se rapproche inexorablement de son buste pendant le compte-à-rebours (on ne voit vraiment la scie tourner que dans les versions micros).

## Conversions

Shadow Warriors

Ocean Software a récupéré la licence d'exploitation du jeu sur les micro-ordinateurs occidentaux (sauf DOS). Les conversions, réalisées par l'équipe de Teque Software, ont été commercialisées en 1990. Robert Hill et Simeon Pashley ont programmé le code sur Amiga et Atari ST, et Andy Ware et Ivan Dimbleby sur Commodore 64. Les graphismes ont été adaptés par Jason Wilson, Mark Harrap, Neil Adamson, Mark Edwards, Dave Colledge, Mark Potente et les musiques par Matt Furniss (la musique d'intro est une composition originale).
La version DOS (en mode CGA et EGA), issue d'un autre développement, fut commercialisée aux États-Unis en 1991 par Hi-Tech Expressions.
Ninja Gaiden Black sur Xbox propose la version arcade en bonus.